# グロースターク
グロースターク（Graustark、1963年 - 1988年）はアメリカ合衆国の競走馬、種牡馬。全弟にアメリカリーディングサイアーのヒズマジェスティ、半姉にアメリカ殿堂馬ボウルオブフラワーズがいる。名前の由来はジョージ・バールの小説より。
現役時代は主に2歳戦で活躍し8戦7勝。ほとんどのレースが圧勝で、75,904ドルの賞金を稼ぎ出した。

## 経歴
デビュー前から手綱を抑えたまま5ハロンを58秒4、6ハロンを1分11秒8と驚異的な調教タイムを出して注目を集めており、2歳時には3戦して全勝、アーリントンパーク競馬場のアーチワードステークスを不良馬場の中6馬身差で優勝している。しかしシンスプリントを発症して戦線離脱、バックパサーに次ぐ全米2歳ランキング2位にランクされた。
明けて3歳シーズンはフロリダから始動し、バハマステークスを含めて連勝を7に伸ばしていた。しかし、8戦目に迎えたブルーグラスステークスを前に左前肢の蹄鉄打ち間違えにより故障が発生、その状態でレースを強行したが、エイブズホープのハナ差2着に敗れた。結局この故障が原因で引退、バックパサーと同世代だったがいちども対戦せずに終わった。なお、この馬やバックパサー、ダマスカス、ドクターフェイガーにレースでの騎乗経験があるブラウリオ・バエザは、自分が騎乗した中で最も強かった馬は何かという質問に「グロースタークです、何の迷いもなくそう言い切れます」とこの馬の名前を挙げた。
引退後は240万ドルのシンジケートを組まれて種牡馬入りし、プラウドトゥルース、キートゥーザミント、アヴァター、カラコレロらを輩出し成功、1972年にはアメリカ種牡馬ランキング6位にランクされた。母の父としてはそれ以上の成績を収め、イギリスでは1985年に、アメリカでは1988年にリーディングブルードメアサイアーに輝いている。
グロースタークは1988年に死亡するまで種牡馬活動を行っていた。埋葬地は繋養されていたダービーダンファーム。

## 主な勝ち鞍
- バハマステークス、アーチワードステークス
- 2着 - ブルーグラスステークス

## 主な産駒
- プラウドトゥルース（ブリーダーズカップ・クラシック）
- プルーヴアウト（ジョッキークラブゴールドカップ、ウッドワードステークス）
- キートゥザミント（トラヴァーズステークス、サバーバンハンデキャップ、ブルックリンハンデキャップ、ウッドワードハンデキャップ、ホイットニーハンデキャップ）
- アヴァター（ベルモントステークス、サンタアニタダービー）
- カラコレロ（ジョッケクルブ賞）
- プロテクションラケット（アイリッシュセントレジャー）
- ジムフレンチ（サンタアニタダービー）
- ラディガ（ナリタタイシンの母父）

## 血統表
| グロースタークの血統     | グロースタークの血統         | グロースタークの血統 | （血統表の出典）   | （血統表の出典）   |
| 父系                     | リボー系                     | リボー系             | リボー系           | [ § 2 ]            |
| 父 Ribot 1952 鹿毛       | 父の父Tenerani 鹿毛 1944     | Bellini              | Cavaliere d'Arpino | Cavaliere d'Arpino |
| 父 Ribot 1952 鹿毛       | 父の父Tenerani 鹿毛 1944     | Bellini              | Bella Minna        |                    |
| 父 Ribot 1952 鹿毛       | 父の父Tenerani 鹿毛 1944     | Tofanella            | Apelle             | Apelle             |
| 父 Ribot 1952 鹿毛       | 父の父Tenerani 鹿毛 1944     | Tofanella            | Try Try Again      |                    |
| 父 Ribot 1952 鹿毛       | 父の母Romanella 栗毛 1943    | El Greco             | Pharos             | Pharos             |
| 父 Ribot 1952 鹿毛       | 父の母Romanella 栗毛 1943    | El Greco             | Gay Gamp           |                    |
| 父 Ribot 1952 鹿毛       | 父の母Romanella 栗毛 1943    | Barbara Burrini      | Papyrus            | Papyrus            |
| 父 Ribot 1952 鹿毛       | 父の母Romanella 栗毛 1943    | Barbara Burrini      | Bucolic            |                    |
| 母 Flower Bowl 鹿毛 1952 | 母の父Alibhai 栗毛 1938      | Hyperion             | Gainsborough       | Gainsborough       |
| 母 Flower Bowl 鹿毛 1952 | 母の父Alibhai 栗毛 1938      | Hyperion             | Selene             |                    |
| 母 Flower Bowl 鹿毛 1952 | 母の父Alibhai 栗毛 1938      | Teresina             | Tracery            | Tracery            |
| 母 Flower Bowl 鹿毛 1952 | 母の父Alibhai 栗毛 1938      | Teresina             | Blue Tit           |                    |
| 母 Flower Bowl 鹿毛 1952 | 母の母Flower Bed 黒鹿毛 1946 | Beau Pere            | Son-in-Law         | Son-in-Law         |
| 母 Flower Bowl 鹿毛 1952 | 母の母Flower Bed 黒鹿毛 1946 | Beau Pere            | Cinna              |                    |
| 母 Flower Bowl 鹿毛 1952 | 母の母Flower Bed 黒鹿毛 1946 | Boudoir              | Mahmoud            | Mahmoud            |
| 母 Flower Bowl 鹿毛 1952 | 母の母Flower Bed 黒鹿毛 1946 | Boudoir              | Kampala            |                    |
| 母系(F-No.)              | (FN:4-d)                     | (FN:4-d)             | (FN:4-d)           | [ § 3 ]            |
| 5代内の近親交配          | Tracery 5x4                  | Tracery 5x4          | Tracery 5x4        | [ § 4 ]            |
| 出典                     | 1. 2. 3. 4.                  | 1. 2. 3. 4.          | 1. 2. 3. 4.        | 1. 2. 3. 4.        |